# Rallye Katalonien 2022
Die 57. Rallye Katalonien (RallyRACC Catalunya - Costa Daurada 2022) war der 12. Lauf zur FIA-Rallye-Weltmeisterschaft 2022. Sie dauerte vom 20. bis zum 23. Oktober 2022 und es wurden insgesamt 19 Wertungsprüfungen (WP) gefahren.

## Bericht
Am Anfang der Rallye ging der neue Weltmeister Kalle Rovanperä (Toyota) in Führung. Teamkollege Sébastien Ogier übernahm ab der fünften Wertungsprüfung die Spitze und gab diese bis zum Schluss nicht mehr ab. Der achtfache Weltmeister gewann von den 19 gefahrenen WP deren acht und feierte seinen 55. WRC-Sieg in Spanien. Für seinen Beifahrer Benjamin Veillas war es der erste Sieg. Auf den dritten Rang fuhr Rovanperä, was für Toyota den Weltmeistertitel in der Teamwertung bedeutete. Thierry Neuville belegte als bester Hyundai-Fahrer den zweiten Platz und Teamkollege Ott Tänak, der am Freitag Probleme hatte mit dem Hybrid-Antrieb, wurde vierter. Elfyn Evans (Toyota) beendete mit Co-Pilot Paul Nagle die Rallye auf dem sechsten Platz. Nach 102 Einsätzen, fünf Gesamtsiegen und 18 Podestplätzen gab der 44-jährige Nagle den Rücktritt vom Rallye-Sport.

## Klassifikationen

### WRC-Gesamtklassement
| WRC |                     |                  |                        |         |           |               |      |
| 1   | Sébastien Ogier     | Benjamin Veillas | Toyota GR Yaris Rally1 | WRC RC1 | 2:44:43.9 | 0.00:0 0:00.0 | 25+5 |
| 2   | Thierry Neuville    | Martijn Wydaeghe | Hyundai i20 N Rally1   | WRC RC1 | 2:45:00.3 | 0:16.4        | 18+4 |
| 3   | Kalle Rovanperä     | Jonne Halttunen  | Toyota GR Yaris Rally1 | WRC RC1 | 2:45:18.4 | 0:34.5 0:18.1 | 15+3 |
| 4   | Ott Tänak           | Martin Järveoja  | Hyundai i20 N Rally1   | WRC RC1 | 2:45:27.9 | 0:44.8 0:09.5 | 12+2 |
| 5   | Dani Sordo          | Cándido Carrera  | Hyundai i20 N Rally1   | WRC RC1 | 2:46:05.4 | 1:21.5 0:37.5 | 10   |
| 6   | Elfyn Evans         | Scott Martin     | Toyota GR Yaris Rally1 | WRC RC1 | 2:46:35.0 | 1:51.1 0:29.6 | 8    |
| 7   | Takamoto Katsuta    | Aaron Johnston   | Toyota GR Yaris Rally1 | WRC RC1 | 2:47:03.0 | 2:19.1 0:28.0 | 6+1  |
| 8   | Adrien Fourmaux     | Alexandre Coria  | Ford Puma Rally1       | WRC RC1 | 2:47:22.3 | 2:38.4 0:19.3 | 4    |
| 9   | Craig Breen         | Paul Nagle       | Ford Puma Rally1       | WRC RC1 | 2:47:26.9 | 2:43.0 0:04.6 | 2    |
| 10  | Pierre-Louis Loubet | Vincent Landais  | Ford Puma Rally1       | WRC RC1 | 2:48:09.0 | 3:25.1 0:42.1 | 1    |

Insgesamt wurden 57 von 64 gemeldeten Fahrzeugen klassiert.

### WRC2
| Rang   | Fahrer              | Co-Pilot                   | Auto                   | Klasse   | Zeit       | Rückstand Sieger Rückstand V | Punkte |
| ------ | ------------------- | -------------------------- | ---------------------- | -------- | ---------- | ---------------------------- | ------ |
| 1 (11) | Teemu Suninen       | Mikko Markkula             | Hyundai i20 Rally2     | WRC2 RC2 | 2:54:29.6  | 0:00.0                       | 25     |
| 2 (12) | Yohan Rossel        | Arnaud Dunand              | Citroën C3 Rally2      | WRC2 RC2 | 2:35:42.76 | 0:32.5                       | 18     |
| 3 (13) | FIA Nikolay Gryazin | FIA Konstantin Aleksandrov | Škoda Fabia Rally2 evo | WRC2 RC2 | 2:55:22.9  | 0:53.3 0:20.8                | 15     |

### WRC3
| Rang   | Fahrer              | Co-Pilot         | Auto               | Klasse   | Zeit      | Rückstand Sieger Rückstand V | Punkte + Power Stage |
| ------ | ------------------- | ---------------- | ------------------ | -------- | --------- | ---------------------------- | -------------------- |
| 1 (30) | Lauri Joona         | Mikael Korhonen  | Ford Fiesta Rally3 | WRC3 RC3 | 3:04:36.1 | 0:00.0 00:00.0               | 25                   |
| 2 (31) | Jan Černý           | Petr Černohorský | Ford Fiesta Rally3 | WRC3 RC3 | 3:04:45.1 | 0:09.0                       | 18                   |
| 3 (37) | Diego Dominguez jr. | Rogelio Peñate   | Ford Fiesta Rally3 | WRC3 RC3 | 3:10:20.9 | 5:44.8 5:35.8                | 15                   |

## Wertungsprüfungen
| Datum       | Zeit  | Nr.                                  | Name                                 | Länge                                | Gewinner                                                                                   | Co-Pilot                                                                         | Auto | Zeit                                    | Leader           |
| ----------- | ----- | ------------------------------------ | ------------------------------------ | ------------------------------------ | ------------------------------------------------------------------------------------------ | -------------------------------------------------------------------------------- | --- | --------------------------------------- | ---------------- |
| 20. Oktober | 9:01  | —                                    | Coll de la Teixeta (Shakedown)       | 4,21 km                              | Sébastien Ogier                                                                            | Benjamin Veillas                                                                 | Toyota GR Yaris Rally1                                                                                         | 02:40.1                                 |                  |
| 21. Oktober | 8:33  | WP1                                  | Els Omells–Maldà 1                   | 11,05 km                             | Kalle Rovanperä                                                                            | Jonne Halttunen                                                                  | Toyota GR Yaris Rally1                                                                                         | 05:16.1                                 | Kalle Rovanperä  |
| 21. Oktober | 9:33  | WP2                                  | Serra de la Llena 1                  | 11,79 km                             | Kalle Rovanperä                                                                            | Jonne Halttunen                                                                  | Toyota GR Yaris Rally1                                                                                         | 06:41.0                                 | Kalle Rovanperä  |
| 21. Oktober | 10:26 | WP3                                  | Les Garrigues Altes 1                | 22,64 km                             | Sébastien Ogier                                                                            | Benjamin Veillas                                                                 | Toyota GR Yaris Rally1                                                                                         | 12:31.9                                 | Sébastien Ogier  |
| 21. Oktober | 11:26 | WP4                                  | Riba-roja 1                          | 13,98 km                             | Thierry Neuville                                                                           | Martijn Wydaeghe                                                                 | Hyundai i20 N Rally1                                                                                           | 08:41.0                                 | Thierry Neuville |
| 21. Oktober | 13:26 | Service Park Port Aventura (40 Min.) | Service Park Port Aventura (40 Min.) | Service Park Port Aventura (40 Min.) | Service Park Port Aventura (40 Min.)                                                       | Service Park Port Aventura (40 Min.)                                             | Service Park Port Aventura (40 Min.)                                                                           | Service Park Port Aventura (40 Min.)    | Thierry Neuville |
| 21. Oktober | 15:09 | WP5                                  | Els Omells–Maldà 2                   | 11,05 km                             | Sébastien Ogier                                                                            | Benjamin Veillas                                                                 | Toyota GR Yaris Rally1                                                                                         | 05:08.8                                 | Sébastien Ogier  |
| 21. Oktober | 16:09 | WP6                                  | Serra de la Llena 2                  | 11,79 km                             | Kalle Rovanperä                                                                            | Jonne Halttunen                                                                  | Toyota GR Yaris Rally1                                                                                         | 06:47.2                                 | Sébastien Ogier  |
| 21. Oktober | 17:02 | WP7                                  | Les Garrigues Altes 2                | 22,64 km                             | Kalle Rovanperä                                                                            | Jonne Halttunen                                                                  | Toyota GR Yaris Rally1                                                                                         | 12:10.9                                 | Sébastien Ogier  |
| 21. Oktober | 18:02 | WP8                                  | Riba-roja 2                          | 13,98 km                             | Sébastien Ogier                                                                            | Benjamin Veillas                                                                 | Toyota GR Yaris Rally1                                                                                         | 08:41.0                                 | Sébastien Ogier  |
| 21. Oktober | 20:07 | Service Park Port Aventura (45 Min.) | Service Park Port Aventura (45 Min.) | Service Park Port Aventura (45 Min.) | Service Park Port Aventura (45 Min.)                                                       | Service Park Port Aventura (45 Min.)                                             | Service Park Port Aventura (45 Min.)                                                                           | Service Park Port Aventura (45 Min.)    | Sébastien Ogier  |
| 22. Oktober | 07:15 | Service Park Port Aventura (15 Min.) | Service Park Port Aventura (15 Min.) | Service Park Port Aventura (15 Min.) | Service Park Port Aventura (15 Min.)                                                       | Service Park Port Aventura (15 Min.)                                             | Service Park Port Aventura (15 Min.)                                                                           | Service Park Port Aventura (15 Min.)    | Sébastien Ogier  |
| 22. Oktober | 8:44  | WP9                                  | Savallà 1                            | 13,93 km                             | Thierry Neuville                                                                           | Martijn Wydaeghe                                                                 | Hyundai i20 N Rally1                                                                                           | 07:21.7                                 | Sébastien Ogier  |
| 22. Oktober | 9:37  | WP10                                 | Querol–Les Pobles 1                  | 20,19 km                             | Sébastien Ogier                                                                            | Benjamin Veillas                                                                 | Toyota GR Yaris Rally1                                                                                         | 11:13.9                                 | Sébastien Ogier  |
| 22. Oktober | 10:38 | WP11                                 | El Montmell 1                        | 24,18 km                             | Sébastien Ogier                                                                            | Benjamin Veillas                                                                 | Toyota GR Yaris Rally1                                                                                         | 12:16.6                                 | Sébastien Ogier  |
| 22. Oktober | 12:20 | Service Park Port Aventura (40 Min.) | Service Park Port Aventura (40 Min.) | Service Park Port Aventura (40 Min.) | Service Park Port Aventura (40 Min.)                                                       | Service Park Port Aventura (40 Min.)                                             | Service Park Port Aventura (40 Min.)                                                                           | Service Park Port Aventura (40 Min.)    | Sébastien Ogier  |
| 22. Oktober | 14:14 | WP12                                 | Savallà 2                            | 13,93 km                             | Sébastien Ogier                                                                            | Benjamin Veillas                                                                 | Toyota GR Yaris Rally1                                                                                         | 07:23.7                                 | Sébastien Ogier  |
| 22. Oktober | 15:07 | WP13                                 | Querol–Les Pobles 2                  | 20,19 km                             | Sébastien Ogier                                                                            | Benjamin Veillas                                                                 | Toyota GR Yaris Rally1                                                                                         | 11:14.7                                 | Sébastien Ogier  |
| 22. Oktober | 16:08 | WP14                                 | El Montmell 2                        | 24,18 km                             | Dani Sordo                                                                                 | Cándido Carrera                                                                  | Hyundai i20 N Rally1                                                                                           | 12:06.1                                 | Sébastien Ogier  |
| 22. Oktober | 18:40 | WP15                                 | Salou                                | 2,24 km                              | Ott Tänak                                                                                  | Martin Järveoja                                                                  | Hyundai i20 N Rally1                                                                                           | 02:27.1                                 | Sébastien Ogier  |
| 22. Oktober | 19:10 | Service Park Port Aventura (45 Min.) | Service Park Port Aventura (45 Min.) | Service Park Port Aventura (45 Min.) | Service Park Port Aventura (45 Min.)                                                       | Service Park Port Aventura (45 Min.)                                             | Service Park Port Aventura (45 Min.)                                                                           | Service Park Port Aventura (45 Min.)    | Sébastien Ogier  |
| 23. Oktober | 06:00 | Service Park Port Aventura (15 Min.) | Service Park Port Aventura (15 Min.) | Service Park Port Aventura (15 Min.) | Service Park Port Aventura (15 Min.)                                                       | Service Park Port Aventura (15 Min.)                                             | Service Park Port Aventura (15 Min.)                                                                           | Service Park Port Aventura (15 Min.)    | Sébastien Ogier  |
| 23. Oktober | 7:00  | WP16                                 | Pratdip 1                            | 12,15 km                             | Dani Sordo                                                                                 | Cándido Carrera                                                                  | Hyundai i20 N Rally1                                                                                           | 07:04.8                                 | Sébastien Ogier  |
| 23. Oktober | 8:08  | WP17                                 | Riudecanyes 1                        | 15,90 km                             | Thierry Neuville                                                                           | Martijn Wydaeghe                                                                 | Hyundai i20 N Rally1                                                                                           | 10:06.6                                 | Sébastien Ogier  |
| 23. Oktober | 09:14 | Service Park Port Aventura (30 Min.) | Service Park Port Aventura (30 Min.) | Service Park Port Aventura (30 Min.) | Service Park Port Aventura (30 Min.)                                                       | Service Park Port Aventura (30 Min.)                                             | Service Park Port Aventura (30 Min.)                                                                           | Service Park Port Aventura (30 Min.)    | Sébastien Ogier  |
| 23. Oktober | 10:29 | WP18                                 | Pratdip 2                            | 12,15 km                             | Sébastien Ogier                                                                            | Benjamin Veillas                                                                 | Toyota GR Yaris Rally1                                                                                         | 07:00.7                                 | Sébastien Ogier  |
| 23. Oktober | 12:18 | WP19                                 | Riudecanyes 2 (Power Stage)          | 15,90 km                             | 1. Sébastien Ogier 2. Thierry Neuville 3. Kalle Rovanperä 4. Ott Tänak 5. Takamoto Katsuta | Benjamin Veillas Martijn Wydaeghe Jonne Halttunen Martin Järveoja Aaron Johnston | Toyota GR Yaris Rally1 Hyundai i20 N Rally1 Toyota GR Yaris Rally1 Hyundai i20 N Rally1 Toyota GR Yaris Rally1 | 10:06.4 10:07.0 10:08.2 10:08.9 10:11.0 | Sébastien Ogier  |
| 23. Oktober | 13:28 | Service Park Port Aventura (10 Min.) | Service Park Port Aventura (10 Min.) | Service Park Port Aventura (10 Min.) | Service Park Port Aventura (10 Min.)                                                       | Service Park Port Aventura (10 Min.)                                             | Service Park Port Aventura (10 Min.)                                                                           | Service Park Port Aventura (10 Min.)    | Sébastien Ogier  |